# Luzé
Luzé is een gemeente in het Franse departement Indre-et-Loire (regio Centre-Val de Loire) en telt 260 inwoners (2011). De plaats maakt deel uit van het arrondissement Chinon.

## Geografie
De oppervlakte van Luzé bedraagt 21,0 km², de bevolkingsdichtheid is 12,5 inwoners per km².
De onderstaande kaart toont de ligging van Luzé met de belangrijkste infrastructuur en aangrenzende gemeenten.

## Demografie
Onderstaande figuur toont het verloop van het inwonertal (bron: INSEE-tellingen).